# Май (художественное объединение)
«Май» (кит.трад. 五月畫會; кит. упр. 五月画) — это творческое объединение китайских художников, возникшее в 1957 году в Тайбэе по инициативе выпускников факультета изящных искусств Национального педагогического университета Тайваня (кит.трад. 國立臺灣師範大學; кит.упр. 国立台湾师范大学), а именно: Лю Госуна 劉國松, Го Юйлуня 郭豫倫, Го Дунжуна 郭東榮, Ли Фанчжи 李芳枝. Все они — этнические китайцы, мигрировавшие на Тайвань в 1949 году вместе с правительством Гоминьдана (кит. трад. 中國國民黨, упр. 中国国民党). Расцветом данного художественного объединения являются 1960-70-е годы, совпавшие по времени с Культурной Революцией на материковом Китае.

## История
Разные по возрасту, профессиональной подготовке и жизненному опыту, молодые художники были едины в одном — в неудовлетворенности состоянием искусства того времени. В течение первых трех лет обучения в университете будущие участники объединения неоднократно посещали Провинциальную выставку изящных искусств (кит.трад. 臺灣省全省美術展覽會; кит. упр.台湾省全省美术展览会) и были поражены тем, что большая часть произведений отличалась определенной шаблонностью. После трех лет обучения группа художников предприняла попытку принять участие в художественной выставке, однако не получила одобрения своих кандидатур. В итоге по инициативе Лю Госуна, молодые авторы решили организовать собственную независимую выставку. Данная идея получила поддержку Ляо Цзичуня 廖繼春, тайваньского скульптора и художника, одного из членов жюри экспертов искусства, на тот момент — преподавателя на факультете изящных искусств в Национальном педагогическом университете Тайваня.
Так в 1957 году было образовано творческое объединение «Май», одним из организаторов и идеологов которого был Лю Госун.
Название художественной группы «Май» было определено, во-первых, тем, что первая выставка, проведенная авторами в художественной галерее Чжуншань в Тайбэе 臺北市中山堂, состоялась в мае 1957 года. Во-вторых, подражанием парижской сезонной выставке «Майский салон» (Salon de Mai).
Деятельность «Мая» была связана с активным изучением западных и европейских художественных традиций, принятием и переосмыслением ценностей культур иных стран. Вместе с тем участники объединения стремились к формированию своего собственного художественного языка и подхода к созданию художественных произведений.
Начиная с 1960 года к группе последовательно присоединились Чжуан Чжэ 莊喆, Чэнь Тинши 陳庭詩, Хань Сяннин 韓湘寧, Фэн Чжунжуй 馮鍾睿, Ху Цичжун 胡奇中 и другие художники.
Участники объединения ежегодно организовывали художественные выставки. Некоторые из них были проведены в других странах, а именно — в Австралии, Гонконге, США, Филиппинах и т. д.
Всего с 1957 по 1972 годы было проведено более 20 выставок, последняя из которых совпала с распадом объединения в 1972 году. В 1970-х годах многие участники объединения уехали за границу.
В 1980-е годы новым поколением художников была предпринята попытка возрождения творческой группы, однако ее идеи сильно отличались от оригинального художественного объединения.

## Особенности художественного стиля
С 1951 по 1965 годы США оказывали значительную материальную поддержку правительству Китайской Республики во главе с Чан Кайши, лидером Национальной партии (Гоминьдан), эвакуировавшейся на Тайвань в 1949 году после поражения в гражданской войне против сил Коммунистической партии Китая. Этот период характеризуется активным учебным обменом между университетами Тайваня и Америки. Кроме того, тайваньские учебные заведения не только трансформировали систему образования по западному образцу, но и использовали американские учебные материалы. Эти процессы оказали существенное влияние в том числе и на искусство Тайваня. Так, в период 1950-60-х годов тайваньские художники оказались под сильным влиянием современных западных течений, прежде всего абстрактного экспрессионизма. Наравне с группой «Восточного искусства» (кит.трад. 東方畫會) группа «Май» стала одним из первых объединений современного искусства. Характерной чертой художественных произведений данного периода было стремление к сочетанию черт традиционной китайской эстетики, привнесенной мигрировавшими на Тайвань этническими китайцами, и элементов западного искусства.

## Участники
В творческое объединение «Май» входили следующие художники: Лю Госун 劉國松, Чжан Чжэ 莊喆, Фэн Чжунжуй 馮鍾睿, Го Дунжун 郭東榮, Ли Фанчжи 李芳枝, Го Юйлунь 郭豫倫, Чэнь Цзинжун 陳景容, Гу Фушэн 顧福生, Чэнь Тинши 陳庭詩, Хань Сяннин 韓湘寧, Ху Цичжун 胡奇中, Гу Фушэн 顧福生 и др..